# Croix de Ramourouscoule
La croix de Ramourouscoule est une croix monumentale située à Bains, en France.

## Généralités
La croix est située en bordure de route reliant le hameau de Ramourouscoule à Séneujols, sur le territoire de la commune de Bains, dans le département de la Haute-Loire, en région Auvergne-Rhône-Alpes, en France.

## Historique
La croix date de 1631, comme en témoigne l'année gravée sur le bas du fût,.
La croix est inscrite au titre des monuments historiques par arrêté du 11 juin 1930.

## Description
Sur un socle carré, se trouve le piédestal, carré également, sur lequel repose le fût. Celui-ci semble de section octogonale, mais est de fait une section carrée, dont les angles ont été abattus,. Au sommet du fût, une croix à section carrée repose sur une base circulaire sans chapiteaux. Les extrémités de la croix sont terminées par des fleurons avec rosaces quadrilobées.
Le fût porte des inscriptions : la date de 1631 sur un des côtés, « AVE MARIA » sur un second côté, et des initiales à demi effacées sur un troisième côté, probablement les initiales du donateur.
L'iconographie présente d'un côté un Christ « curieux » selon Chaize : à forte chevelure, imberbe et à moustache. Il porte des traces de clous en fer dont les clous ont disparu. De l'autre côté de la croix, une sculpture de la Vierge est présente, surmontée d'un ange disproportionné aux ailes déployées,.